# Pará de Minas (ort)
Pará de Minas är en ort i Brasilien.   Den ligger i kommunen Pará de Minas och delstaten Minas Gerais, i den sydöstra delen av landet, 600 km sydost om huvudstaden Brasília. Pará de Minas ligger 792 meter över havet och antalet invånare är 75 786.
Terrängen runt Pará de Minas är kuperad åt sydväst, men åt nordost är den platt. Det finns inga andra samhällen i närheten.
Omgivningarna runt Pará de Minas är huvudsakligen savann. Runt Pará de Minas är det ganska tätbefolkat, med 230 invånare per kvadratkilometer.